# Wólka Pracka
Wólka Pracka – wieś sołecka w Polsce położona w województwie mazowieckim, w powiecie piaseczyńskim, w gminie Piaseczno.
| SIMC    | Nazwa  | Rodzaj     |
| ------- | ------ | ---------- |
| 1058562 | Struga | przysiółek |
| 1058574 | Zawady | przysiółek |

W latach 1975–1998 miejscowość administracyjnie należała do województwa warszawskiego.
W miejscowości działało Państwowe Gospodarstwo Rolne.